# Anthophora villosula
Anthophora villosula är en biart som beskrevs av Smith 1854. Anthophora villosula ingår i släktet pälsbin, och familjen långtungebin. Inga underarter finns listade i Catalogue of Life.